# Xã Plainview, Quận Tripp, Nam Dakota
Xã Plainview (tiếng Anh: Plainview Township) là một xã thuộc quận Tripp, tiểu bang Nam Dakota, Hoa Kỳ. Năm 2010, dân số của xã này là 56 người.